# Діїв курган

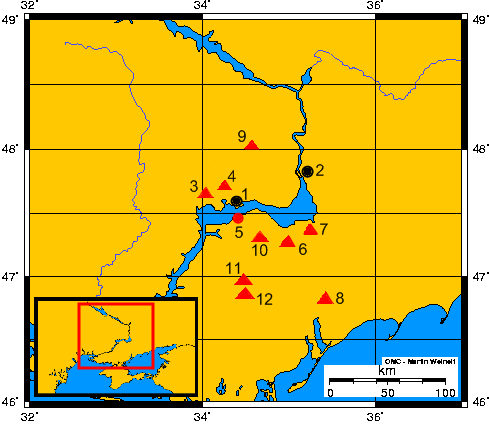
Столиця скіфів Кам'янське городище і т.зв. скіфські «царські» могили в нижній течії Дніпра:
1) Нікополь (сучасне місто)
2) Запоріжжя (сучасне місто)
3) Товста Могила
4) Чортомлик
5) Кам'янське городище
6) Гайманова Могила
7) Васільевські кургани
8) Мелітопольський курган
9) Олександропільський курган
10) Велика Цимбалка
11) Козел
12) Огуз

Діїв курган (також зустрічається Дєєв та Діївський) — поховання скіфського вельможі , біля села (зараз селища міського типу) Нижні Сірогози Херсонської області України, створення якого датують другою половиною IV століття до нашої ери. Досліджувався 1891 та 1897 М.І. Веселовським та К. Є. Думбергом 

## Опис кургану
Висота близько 4,2 метрів.
Був Охоплений ровом.
Обсяг насипу від 2400 до 4200 метрів кубічних.

## Історія дослідження

### Дослідження Веселовського
Перед тим, як приступити до розкопок Огуза, у тому ж 1891 році Микола Веселовський вирішив для ознайомлення з конструкцією поховальних споруд у цьому районі дослідити будь-який курган, менший за розмірами. З цією метою ним був обраний курган висотою близько 4 м, розташований за три кілометри на південь від Огуза, на ділянці селянина Діїва (звідси й назва кургану - Діїв). 
Закладена з півдня траншея виявила у центрі кургану пограбовану ще в давнину могилу.  До поховальної камери вела велика прямокутна вхідна яма глибиною 5,7 м. У південній її стінці був викопаний коридор довжиною 3,6 м, що приводив до квадратної (3,6*3,6 м) камери. 
У могилі, цілком спустошеній, Веселовський знайшов лише дві золоті бляшки, уламки амфори та шматки іржавого заліза. Веселовський після виявлення вщент розграбованого центрального поховання розкопки припинив.

### Дослідження Думберга
Якби не випадок, цей курган назавжди було б втрачено для науки. 21 грудня 1896 року місцеві селяни, батько й син Тиміш та Юхим Мелешки, повертаючись додому з полювання, спустилися до давньої розкопки, щоб відпочити. Тут вони помітили, що в обвалі стінки відкрилася незаймана могила. Судячи по знахідках, тут була похована шляхетна скіф'янка. Про численні золоті речі, знайдені Мелешками, стало відомо місцевому урядникові Антонові Овдієнку, який відібрав, а частково відкупив знахідки. 
Вони потрапили до Археологічної комісії, а потому - до Ермітажу.
Влітку 1897 року К. Є. Думберг здійснив додаткове обстеження Діївського кургану. Виявилося, що незаймана могила була впущена у південну полу кургану і лише випадково не була помічена Веселовським. Задні стінки її та центральної могили (обидві вони аналогічні за устроєм) стикалися. Вода, що залила центральну могилу, зруйнувала стінку між обома камерами, ця стінка впала, і таким чином відкрилося бокове поховання, яке зробило Діївський курган всесвітньовідомим.
Думберг вирішив повністю докопати й знести курган. Поруч з центральною могилою, на захід від неї, було виявлено могилу з похованням коня, а у північно-західній полі кургану під залишками тризни, де Думберг зібрав уламки 11 амфор, знаходилося поховання рядового воїна, очевидно, слуги. При ньому лежав зотлілий сагайдак з кістяною застібкою, в якому знаходилися 53 бронзові наконечники від стріл.

## Опис знахідок
Знахідки у боковій могилі кургану викликали величезний інтерес у фахівців - адже після царського поховання у Чортомлику це було перше незаймане поховання шляхетної скіф'янки, виявлене у степах Нижнього Подніпров'я.
Враховуючи порівняно незначну висоту кургану (4,2 метри), багатство супроводжуючого начиння є разючим. Тут було знайдено бронзове дзеркало; дев'ять золотих перснів з плоским щитком; пластинчастий золотий браслет; пара золотих сережок у вигляді сфінкса на п'єдесталі, до якого на сплетених ланцюжках привішені фігурки каченят без лапок; кількасот золотих пронизок, ґудзиків і бляшок з різноманітними зображеннями. Це прямокутні бляшки з профільним зображенням грифона, що лежить, круглі бляшки різного діаметра з зображенням Медузи Горгони, жіночого обличчя у фас і профіль, чоловічого обличчя у профіль, різноманітних масок і так далі.
Знайдені у Дієвому кургані також трикутні бляшки, прикрашені пуасонним орнаментом, і фігурні бляшки з рослинним орнаментом. Дуже цікавою є золота платівка (збереглася не повністю), на якій у профіль витиснене зображення фантастичної тварини гіпокампа з головою собаки, крилами й хвостом, загнутим у трубочку. 
Справжнім шедевром скіфо-античного прикладного мистецтва є золоте намисто, складене з подвійних напівкуль, прикрашених гравіруванням, що чергуються з витонченими фігурними бляшками, облямованими сканню. Зовнішні краї цих бляшок прикрашені квітками, а в центрі в одному випадку знаходиться качечка, в другому - квітка, що складається з розетки на три-, чотирипелюстковій чашечці, поруч з якою знаходиться ще одна розетка. Від фігурних бляшок та подвійних напівкуль звисають жолудеподібні привіски. Крім того, у Діївському кургані було знайдено ще одне золоте намисто з пронизок та великих жолудеподібних привісок.
Ряд знахідок з Дієвого кургану вчені вважали прикрасами святкового головного убору. Реконструкція його має вигляд невисокої шапки з плоским верхом, що трохи розширюється догори. До парадного головного убору належать золота обойма із звисаючими краплевидними привісками, золоті платівки, прикрашені вишуканим рослинним орнаментом, вузька золота стрічка з мигдалевидними привісками, піднятими на гачках. Очевидно, головний убір прикрашали також 24 золоті бляшки у вигляді фігур танцюючих вакханок; деякі з них тримають в руці меч, інші - тірс.
Багато прикрас з Дієвого кургану мають прямі аналогії у Чортомлику, а також у Гаймановій Могилі, що дозволяє датувати описаний курган серединою - другою половиною IV ст. до н. е.

## Галерея частини знахідок

Нашивна платівка у вигляді голови жінки. Золото. Діаметр 2,3 см.
Нашивна платівка із профільним зображенням чоловіка. Золото. Діаметр 2,3 см.
Убір на зразок кокошника з нашитими на нього золотими стрічками й орнаментальними прикрасами з жолудеобразними підвісками
Сережка у вигляді сфінкса на п'єдесталі, до якого знизу на ланцюжках підвішене шість качечок
Сережка у вигляді сфінкса на п'єдесталі, до якого знизу на ланцюжках підвішене шість качечок